# Le Moyne College

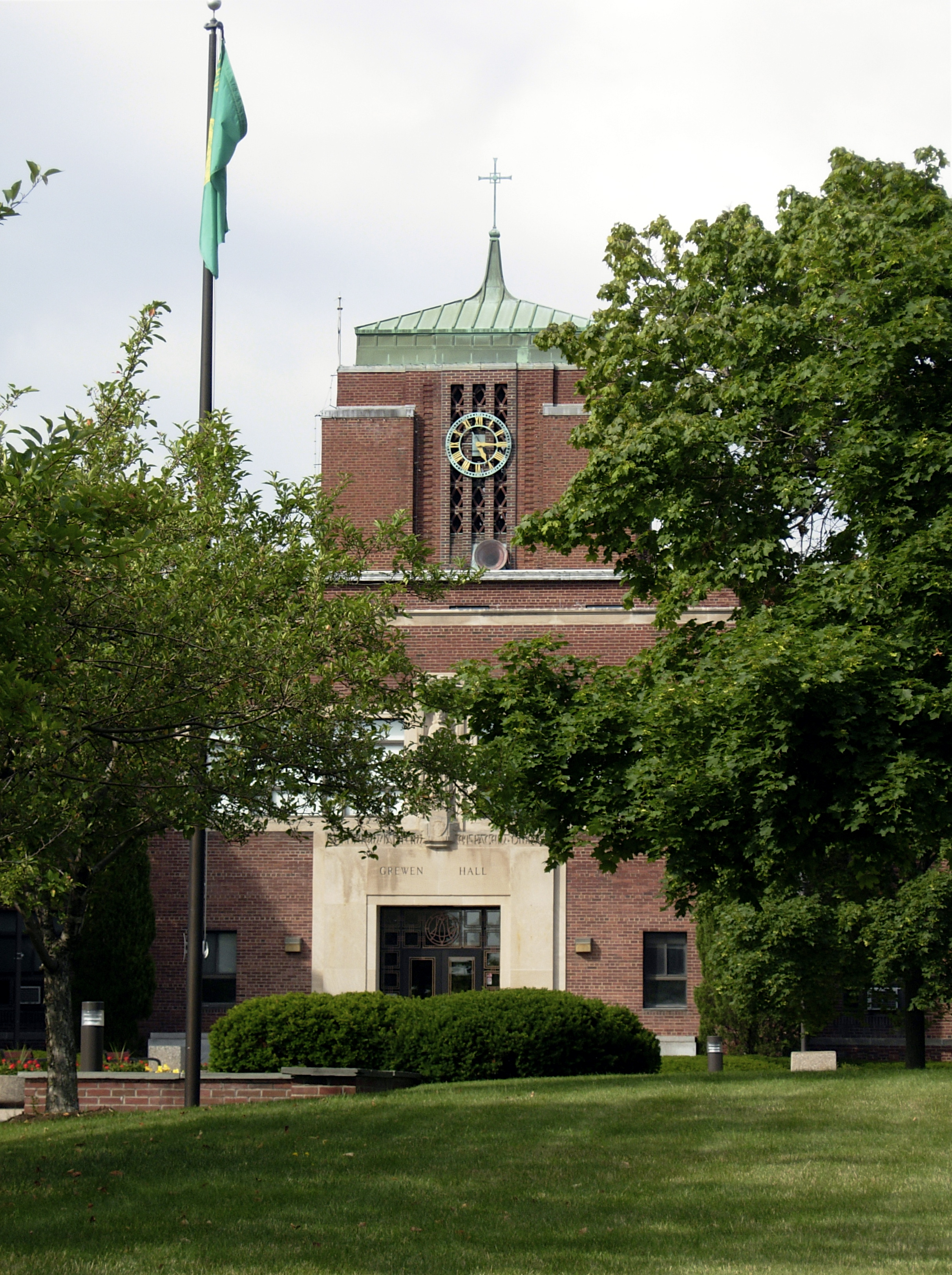
Grewen Hall.

Le Moyne College es una universidad privada, católica, de la Compañía de Jesús, ubicada en Siracusa, Nueva York (Estados Unidos de América). Forma parte de la Asociación de Universidades Jesuitas (AJCU), en la que se integran las 28 universidades que la Compañía de Jesús dirige en los Estados Unidos. Está dedicada a la memoria del misionero jesuita francés Simon Le Moyne, que en el siglo XVII trabajó con los hurones y los iroqueses.

## Historia
Los jesuitas fundaron la universidad en 1946, convirtiéndola en la tercera universidad jesuita de Nueva York, tras la Universidad de Fordham, fundada en 1841, y la Universidad Canisius, fundada en 1870. Se trata de la segunda universidad jesuita más joven de los Estados Unidos, solamente anterior a la Universidad Jesuita Wheeling, que se fundó en 1954.

## Campus
El campus ocupa 150 acres (0.61 km²) de las afueras de Siracusa. La mayor parte del campus se sitúa en el municipio de DeWitt, mientras que solamente una parte del mismo se adentra en los confines del vecino municipio de Siracusa.

## Deportes
Los equipos deportivos de Le Moyne College reciben el nombre de Le Moyne Dolphins, y compiten desde 2023 en la División I de la NCAA, en la Northeast Conference en todos los deportes excepto en béisbol y lacrosse femenino, equipos que compiten como independientes.